# 小行星2702
小行星2702（2702 Batrakov）是一颗绕太阳运转的小行星，为主小行星带小行星。该小行星于1978年9月26日发现。
該小行星以俄羅斯天文學家尤里·瓦西里耶維奇·巴特拉科夫（Yury Vasilyevich Batrakov）命名。

## 轨道参数
小行星2702的轨道半长轴为3.4225421 UA，离心率为0.087。